# Oss tjallare emellan
Oss tjallare emellan  (engelska: Going Bye-Bye!) är en amerikansk komedifilm med Helan och Halvan från 1934 regisserad av Charley Rogers.

## Handling
I ett förhör lovar Butch Long att hämnas på Helan och Halvan eftersom de hjälpt polisen att ge honom livstids fängelse. Han hotar de med att slita av benen och linda dem runt halsen efter att Halvan lämnat ett förslag till domaren om hängning.
Helan och Halvan tänker fly från stan med tåg och annonserar i tidningen för att någon ska följa med de på resan. Personen som svarar på annonsen är Butchs flickvän. Det dröjer inte länge innan Butch hittar Helan och Halvan.

## Om filmen
När filmen hade Sverigepremiär gick den under titeln Oss tjallare emellan. En alternativ titel till filmen är Helan och Halvan fångar boven.
Delar av handlingen är baserade på stumfilmen Helan och Halvan som detektiver från 1927.
Rättssalens utsida är samma som användes i deras tidigare kortfilm Vänligt bemötande från 1932.

## Rollista (i urval)
- Stan Laurel – Stan (Halvan)
- Oliver Hardy – Ollie (Helan)
- Walter Long – Butch
- Mae Busch – Butchs flickvän
- Sam Lufkin – man med varning
- Fay Holderness – jurymedlem
- Baldwin Cooke – domstolstjänsteman[1]